# Fabio Fracas

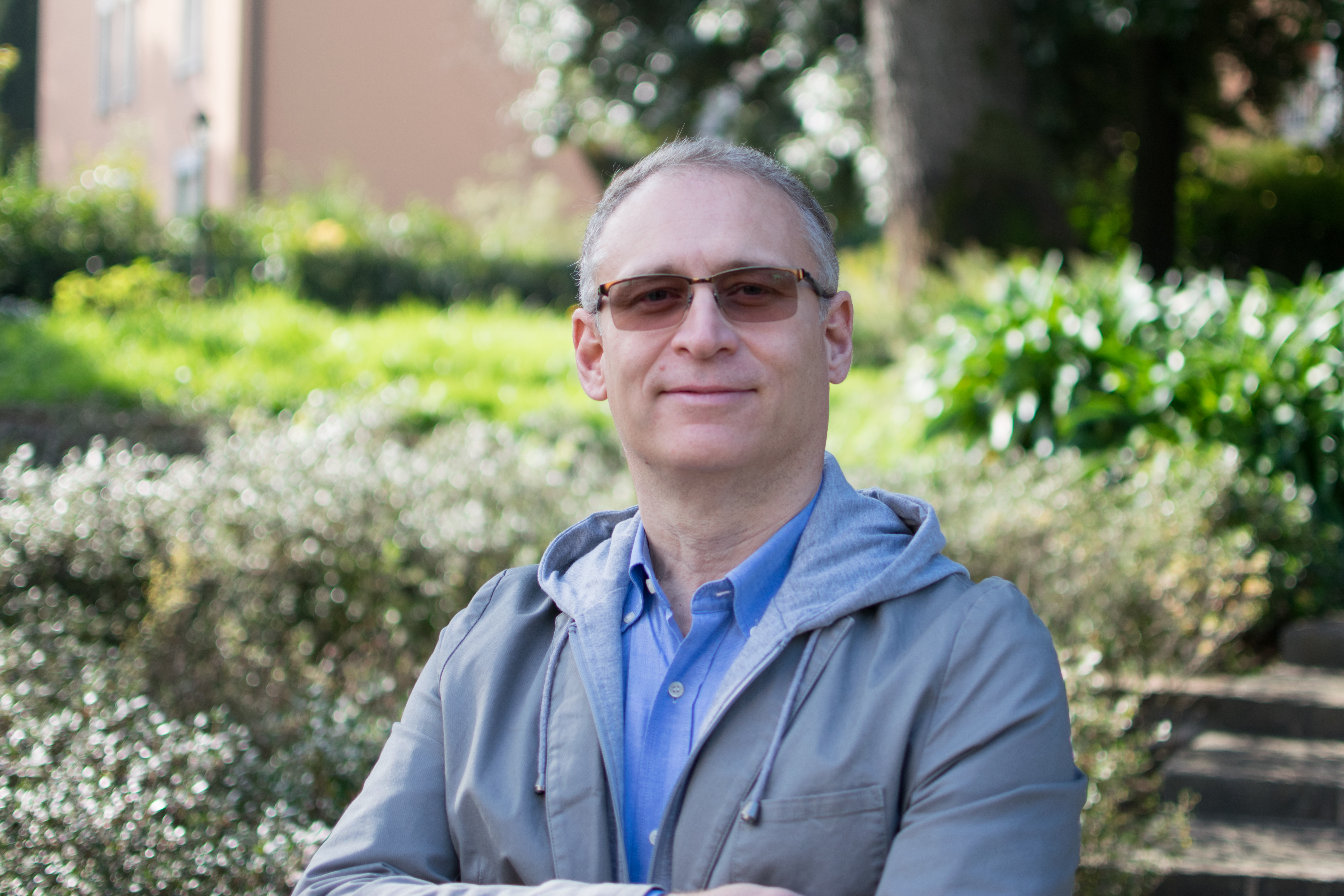
Fabio Fracas

Fabio Fracas (Sestino, 21 settembre 1967 – Montescudo, 30 dicembre 2023) è stato uno scrittore, compositore e fisico italiano.

## Biografia

### Fisica
Si laureò in fisica presso l'Università di Padova con una tesi sperimentale che consentì l'individuazione di un nuovo moto molecolare, di tipo debole, in un composto di inclusione. In seguito, amplia i propri studi in ambito informatico diventando analista di sistema.
Dal 1998 al 2004 insegnò informatica, statistica e metodologia della ricerca educativa e clinica presso l'Università Pontificia Salesiana. Dal 2001 fu docente di informatica, fisica, e principi fisici di radioterapia e radioprotezione presso il Dipartimento di Medicina dell'Università di Padova.
Nel 2008 realizzò un nuovo metodo di rilevazione dei calchi geroglifici tramite applicazione di bicomponente siliconico, di interesse in ambito egittologico.
Nel 2014/2015 lavorò come ricercatore presso la Florida Atlantic University, dal 2018 fu Visiting Professor presso il Dipartimento di Psicologia dello Sviluppo e della Socializzazione dell'Università di Padova e nel 2019 e 2020 fu Scientific Associate presso il CERN di Ginevra.
Si occupò di ricerche nell'ambito della trasmutazione nucleare e fu Scientific Collaborations Manager presso Transmutex a Ginevra.

### Musica
In ambito musicale, dopo una formazione strumentale classica, partecipò al corso sperimentale di musica elettronica inaugurato presso il conservatorio Gioacchino Rossini di Pesaro. Si diplomò nel 1985 con Eugenio Giordani e grazie a quest'ultimo, collaborò al sound design e ai test del primo sintetizzatore musicale italiano: il Bit One prodotto dalla Crumar. La sua composizione musicale Trifida, di quell'anno, fu la prima incisione ufficiale in cui viene utilizzato il Bit One.
Passato al conservatorio Cesare Pollini di Padova, studiò ancora musica elettronica ottenendo un nuovo diploma, e nel 2005 la laurea in "tecnico di sala di registrazione".
Scrisse diversi articoli e i volumi Musica digitale (2008), Musicista con iPad (2012) e Musica da Deejay (2013) e i tre manuali Magix Samplitude Pro X. Guida Operativa, a quattro mani con Simone Pippi, nel 2012.
Dal 2014, grazie agli studi svolti sotto la guida del filosofo pragmatista americano Richard Shusterman presso la Florida Atlantic University, introdusse una componente culturale e filosofica nelle ricerche sugli aspetti cognitivi e percettivi dell'interazione suono/corpo/mente, che conduce a partire dal 1998.

### Critica cinematografica
Dagli anni ottanta, prima come presidente del Cineforum Antonianum di Padova e poi come Consigliere Nazionale del CINIT - Cineforum Italiano, carica che mantenne fino al 1996, si occupò della diffusione della cultura cinematografica in Italia. Scrisse articoli per CM - Comunicazione di Massa, Il novecento, Il Telespettatore, InformaVitt e altre riviste del settore e realizza convegni e pubblicazioni. Tenne inoltre conferenze e incontri in collaborazione con il Cineforum CIF - Centro Italiano Femminile, l'AIART - Associazione Italiana Ascoltatori Radio Telespettatori e il Cineforum Antonianum. Dal 2017 al 2020, curò il ciclo di analisi cinematografiche 'Cinema e Letteratura' nato dalla collaborazione fra il Cineforum Antonianum e MacAdam - MacAdemia di Scritture e Letture e dal 2022 fu organizzatore e direttore della rassegna "I sabati del Cineforum a Casalserugo" per conto del CIF di Casalserugo.

### Ludologia e letteratura
In ambito letterario cominciò la propria carriera nel 1988 come creatore, sviluppatore ed editor di avventure e giochi di ruolo per le maggiori case italiane del settore: Granata Press, Nexus, Sintagma Editrice e Stratelibri. In questo campo scrive articoli e saggi per le riviste Excalibur, Joker, Kaos, Rune e X; sviluppa, fra le altre, l'espansione BASIC: The X-Files per il gioco di ruolo italiano Basic. Come coautore del modulo BASIC: Egitto, vinse nel marzo 1999 la XII edizione del Premio Lucca Games per il miglior gioco dell'anno.
Nel 1996 realizzò la collana Doppiogioco il cui primo volume, dal titolo L'Ultimo Drago, è basato sulla licenza italiana del film Dragonheart. Con lo pseudonimo di Arthur MacAdam, cura l'editing e la supervisione del gioco di ruolo di Ken il Guerriero - L'isola dei Demoni pubblicato da Nexus nel 1998.
Nel 2004, assieme alla poetessa padovana Federica Castellini, fondò la scuola di scrittura MacAdam - MacAdemia di Scritture e Letture. Nel 2006, assieme allo scrittore Giulio Mozzi, fondò la casa editrice on-line VibrisseLibri. Dal 2007 al 2008 è direttore artistico della manifestazione giallistica Thiene in nero.
Come giornalista e divulgatore, collaborò con varie testate sia cartacee sia web – Acacia edizioni, Arnoldo Mondadori Editore, MilanoNera, Sprea Editori -, pubblicò libri per diverse case editrici italiane – Alpha Test, De Agostini, Arnoldo Mondadori Editore, Sperling & Kupfer, Sprea Editori - e affiancò al lavoro autoriale quello come editor e traduttore, dall'inglese e dal tedesco.
A Fabio Fracas è stato dedicato il racconto Caffè (4 novembre 2003) scritto da Giulio Mozzi e pubblicato nel volume Sotto i cieli d'Italia, di Giulio Mozzi e Dario Voltolini, Sironi Editore (2004).

### Morte
Fabio Fracas è morto il 30 dicembre 2023, nella sua casa di Montescudo, per infarto. Aveva 56 anni.

## Principali riconoscimenti letterari
- 1998: Concorso letterario nazionale Arci. Pubblicazione nel volume collettivo Viaggi con mezzi pubblici di trasporto. Il Poligrafo Editore, ISBN 88-7115-115-1
- 1999: Miglior gioco italiano al Best of Show, Lucca Games per Basic – Egitto scritto con Andrea Angiolino, Pier Giorgio Paglia, Stefano Pischedda, Marco Crosa e Simona Dehò, Stratelibri ISBN 88-8141-022-2
- 2004: Premio nazionale Rolando Editore – Vincitore del Premio Partenope per la narrativa. Pubblicazione nel volume collettivo Pensieri di primavera, Rolando Editore ISBN 88-89132-02-7
- 2004: Premio nazionale di poesia Tina Accardi. Segnalazione e pubblicazione nel portfolio Lo Stormo Bianco, Edizioni d'If ISBN 88-88413-41-3
- 2014: Premio Speciale “Diploma d'onore per la poesia edita” del XVIII Concorso Letterario Internazionale Il Molinello[21] – Contrappunti, scritto con Federica Castellini, edizioni dbooks.it, ISBN 978-88-97125-14-3
- 2018: Premio Nazionale di Divulgazione Scientifica "Giancarlo Dosi". Finalista nella "Area A – Scienze Matematiche, Fisiche e Naturali" con Il mondo secondo la Fisica Quantistica - Segreti e meraviglie della scienza che sta cambiando la nostra vita, Sperling & Kupfer, ISBN 978-88-200-6247-7[22]

## Opere

### Principali composizioni musicali
- 1985: Trifida - composizione per nastro Revox a 4 tracce e Bit One
- 2000: Heliantus - composizione elettronica per voci recitanti, sul testo della poesia Topinambur di Andrea Zanzotto
- 2005: Materiali immaginari - sonorizzazione del testo Materiali immaginari di Giulio Mozzi per la rassegna Eco e Narciso realizzato dal comune di Torino
- 2009: Tracce – colonna sonora della mostra del pittore Gino Tonello, presentata a Palazzo Valentini, Roma

### Principali saggi e pubblicazioni scientifiche
- 1996: Magia, Medicina e Religione nel Cinema Africano, Edizioni Antonianum, Padova
- 2003: Informatica 1, Alpha Test, ISBN 88-483-0397-8
- 2007: Second Life, Sprea Media Italy
- 2008: Musica digitale, Sprea Editori, ISBN 978-88-6267-003-6
- 2008: Note sulla realizzazione di un calco in materiale fermo - con bicomponente siliconico - su una porzione danneggiate di linee geroglifiche impresse sul sarcofago di epoca tolemaica conservato presso il Museo Antropologico dell'Università di Padova. Pubblicato nel volume "Il libro dei morti di Ptahmose", Fabrizio Serra Editore, ISBN 978-88-6227-051-9
- 2008: Note sulla probabile attribuzione della mummia e del sarcofago attualmente custoditi presso il Museo Antropologico dell'Università di Padova. Pubblicato nel volume "Il libro dei morti di Ptahmose", Fabrizio Serra Editore ISBN 978-88-6227-051-9
- 2012: Musicista con iPad, Sprea Editori, ISSN 2038-7016 (WC · ACNP)
- 2012: Magix Samplitude Pro X. Guida Operativa - Parte 1, con Simone Pippi, edizioni dbooks.it, ISBN 978-88-97125-29-7
- 2012: Magix Samplitude Pro X. Guida Operativa - Parte 2, con Simone Pippi, edizioni dbooks.it, ISBN 978-88-97125-30-3
- 2012: Magix Samplitude Pro X. Guida Operativa - Parte 3, con Simone Pippi, edizioni dbooks.it, ISBN 978-88-97125-31-0
- 2013: Musica da Deejay, Sprea Editori, ISSN 2038-7016 (WC · ACNP)
- 2017: Il mondo secondo la Fisica Quantistica - Segreti e meraviglie della scienza che sta cambiando la nostra vita, Sperling & Kupfer, ISBN 978-88-200-6247-7[23]
- 2018: L'enigma della coscienza, con Enrico Facco, Mondadori University, ISBN 978-88-6184-648-7
- 2020: Talenti da valorizzare - Giftedness: cosa fare a scuola, a cura di Daniela Lucangeli, contributo Sviluppare il pensiero divergente, Giunti Scuola, ISBN 978-88-0988-534-9.
- 2020: Intelligenza artificiale, saggio cofirmato pubblicato nella "X Appendice dell’Enciclopedia Italiana di Lettere, Scienze e Arti, già Parole del XXI Secolo", Enciclopedia Treccani - ISBN 978-88-12-00876-6

### Principali testi e libri gioco
- 1996: L'ultimo drago, Nexus
- 1998: Basic - Egitto con Andrea Angiolino, Pier Giorgio Paglia, Stefano Pischedda, Marco Crosa e Simona Dehò, Stratelibri, ISBN 88-8141-022-2
- 2005: Lo stormo bianco, raccolta collettiva di poesie, Edizioni d'if ISBN 88-88413-41-3
- 2006: La cena dei serpenti. Sceneggiatura per il teatro, scritta con David Conati
- 2007: Lunghi viaggi in brevi spazi, Edom Servizi Editoriali
- 2007: Arthin. Sceneggiatura per fumetti, Stratelibri editori
- 2009: Minaccia su Gorm, De Agostini, ISBN 88-418-5549-5. Il libro è stato tradotto anche in spagnolo con il nome di "La amenaza sobre Gormiti", Media Live, ISBN 978-84-92809-28-8
- 2009: Un lavoro pulito, sceneggiatura per il teatro, scritta con I MacAdemici
- 2009: Planet 51 – Una storia spaziale, De Agostini, ISBN 978-88-418-5901-8. Traduzione a cura di
- 2009: Tutto Planet 51, De Agostini, ISBN 978-88-418-5903-2
- 2010: Mezze stagioni, racconto inserito nel volume Il Giallo Mondadori 2996, Mondadori, ISBN 9-77120-508004 - 02996
- 2010: Lunghi viaggi in spazi brevi, libro digitale, edizioni dbooks.it, ISBN 978-88-97125-16-7
- 2011: Contrappunti, libro digitale scritto con Federica Castellini, edizioni dbooks.it, ISBN 978-88-97125-14-3
- 2013: Il Ritorno del Tempo Nero, scritto con Alessandra Castelli, LCF Edizioni, ISBN 978-88-98536-00-9
- 2016: Cosa si aspettavano questi geni?, racconto inserito nel volume Trumped, edizioni dbooks.it, ISBN 978-88-97125-78-5